# Allakaket (Alasca)
Allakaket é uma cidade localizada no estado americano de Alasca, no Distrito de Yukon-Koyukuk.

## Demografia
Segundo o censo americano de 2000, a sua população era de 97 habitantes. 
Em 2006, foi estimada uma população de 87, um decréscimo de 10 (-10.3%).

## Geografia
De acordo com o United States Census Bureau, a localidade tem uma área de 11,2 km², dos quais 9,3 km² cobertos por terra e 1,9 km² cobertos por água.

## Localidades na vizinhança
O diagrama seguinte representa as localidades num raio de 64 km ao redor de Allakaket. 